# Sejahtera (Siantar)
Sejahtera is een bestuurslaag in het regentschap Simalungun van de provincie Noord-Sumatra, Indonesië. Sejahtera telt 2073 inwoners (volkstelling 2010).